# Парижский салон
Парижский салон (фр. le Salon) — одна из самых престижных художественных выставок Франции, официальная регулярная экспозиция парижской Академии изящных искусств. Именно ей обязаны своим названием современные художественные салоны.
По желанию короля Людовика XIV (XVII век) основанная им Королевская академия художеств (также известная как Королевская академия живописи и скульптуры, а в дальнейшем — как Французская академия художеств (изящных искусств)) постановила проводить регулярные выставки живописных и скульптурных произведений скульпторов и художников — членов академии. Первая доступная для широкой публики временная художественная выставка во французской истории состоялась во дворце Пале-Рояль 9 (23) апреля 1667 года. Это событие и дало название всем последующим художественным выставкам французской Академии.
С тех пор на протяжении трёх веков участие в выставке было обязательным для всех французских художников, желавших завоевать известность.
Выставки XVII века проходили во дворце Ришельё раз в два года. В 1673 году была издана первая брошюра с описанием представленных произведений, которую можно назвать первым в истории выставочным каталогом.
С 1725 года выставка проходила в Лувре, который тогда являлся жилым дворцом французских королей. Для проведения выставки отводилось одно из парадных помещений — Квадратная Гостиная (по-французски «Салон каре», фр. sallon carré du Louvre), благодаря чему за ней закрепилось (начиная с 1737 года) неформальное название «Салон». В 1759 году французский просветитель Дени Дидро опубликовал свою подробную рецензию на экспозицию соответствующего года, так называемую «Хронику Парижского салона» — ранний образец художественной критики. Примерно в это время выставка стала официально именоваться Салоном живописи и скульптуры (фр. Salon de peinture et de sculpture), а неофициально — Парижским салоном (поскольку выставки по его образцу и подобию постепенно начали проводиться и в других французских городах, а также и в других европейских столицах, в первую очередь в Лондоне).
В XIX и XX веках Салон проводился ежегодно за редкими исключениями, связанными со всплесками революционного насилия или войнами. В 1791 году, в эпоху Великой французской революции, присылать картины для участия в выставке было разрешено всем художникам, а не только членам академии. Однако существовал предварительный отбор произведений, который осуществлялся специальным жюри, состоявшим из маститых живописцев. Из-за этого Салон к середине XIX века превратился в бастион академизма. Произведения, не соответствовавшие академическим представлениям о прекрасном (и тому, что преподавалось в Школе изящных искусств), нещадно отбраковывались. Такие картины помечались особым штампом и в дальнейшем с трудом находили покупателя.
В 1863 году император Наполеон III, которому наскучили жалобами на интриги при отборе работ на выставку, заметил, что отвергнутые Салоном произведения не уступают по своему качеству принятым, и организовал для них особый Салон отверженных. Эта инициатива была поддержана даже некоторыми академистами, поскольку число произведений одного художника, ежегодно принимаемых Салоном, было ограничено тремя, что не способствовало их популяризации. В 1884 году художники-постимпрессионисты создали отдельный Салон Независимых.
Таким образом, академический Салон потерял монополию в художественной жизни французской столицы, а вместе с тем пошли на спад его значение и популярность. С 1881 года организацией выставок занимается не академия, а Общество французских художников, посредством нового Салона французских художников. Традиционное место проведения выставки — Большой дворец (фр. Grand Palais) — величественное архитектурное сооружение в стиле боз-ар, расположенное на правом берегу Сены к юго-западу от Елисейских Полей.

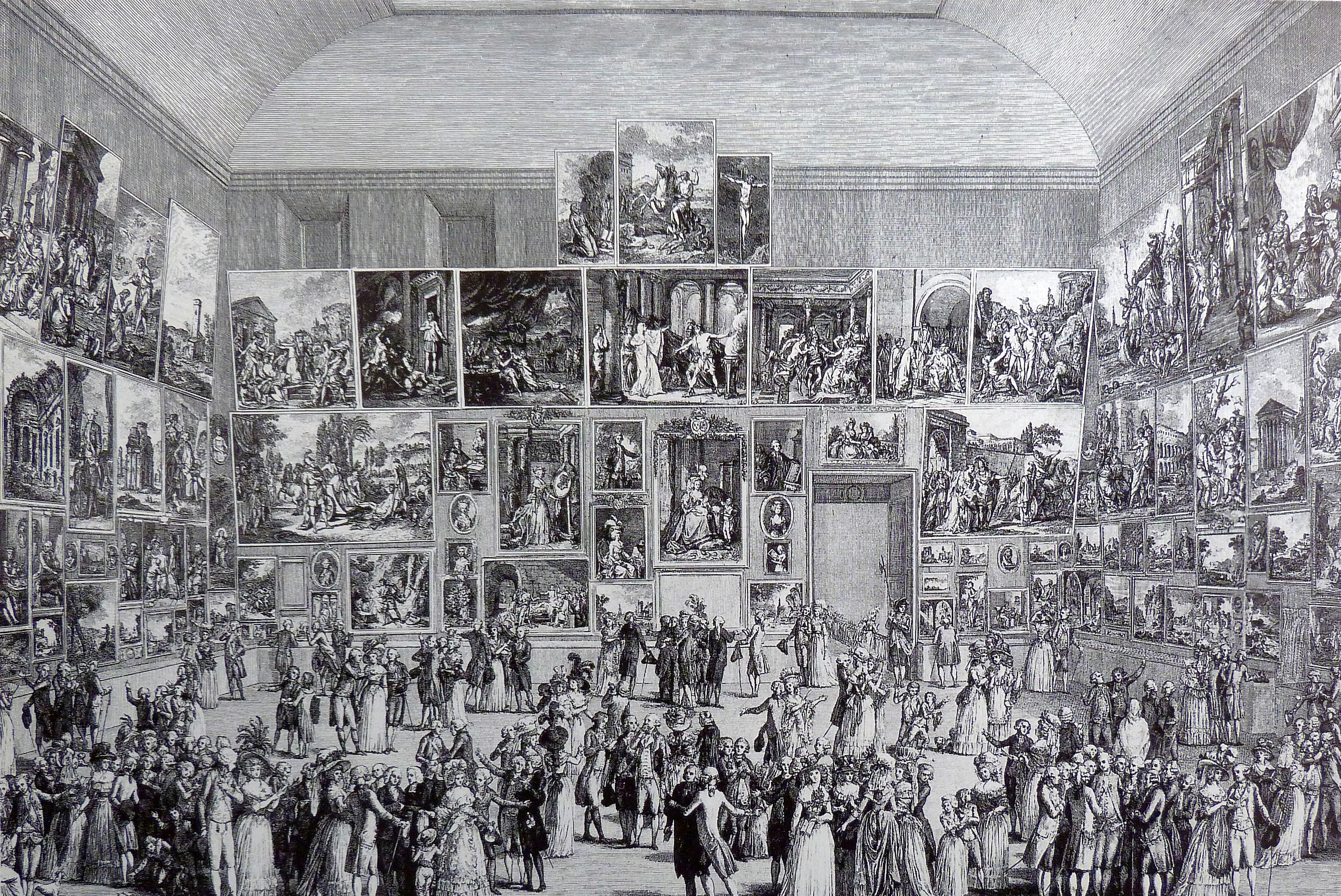
Салон 1787 года
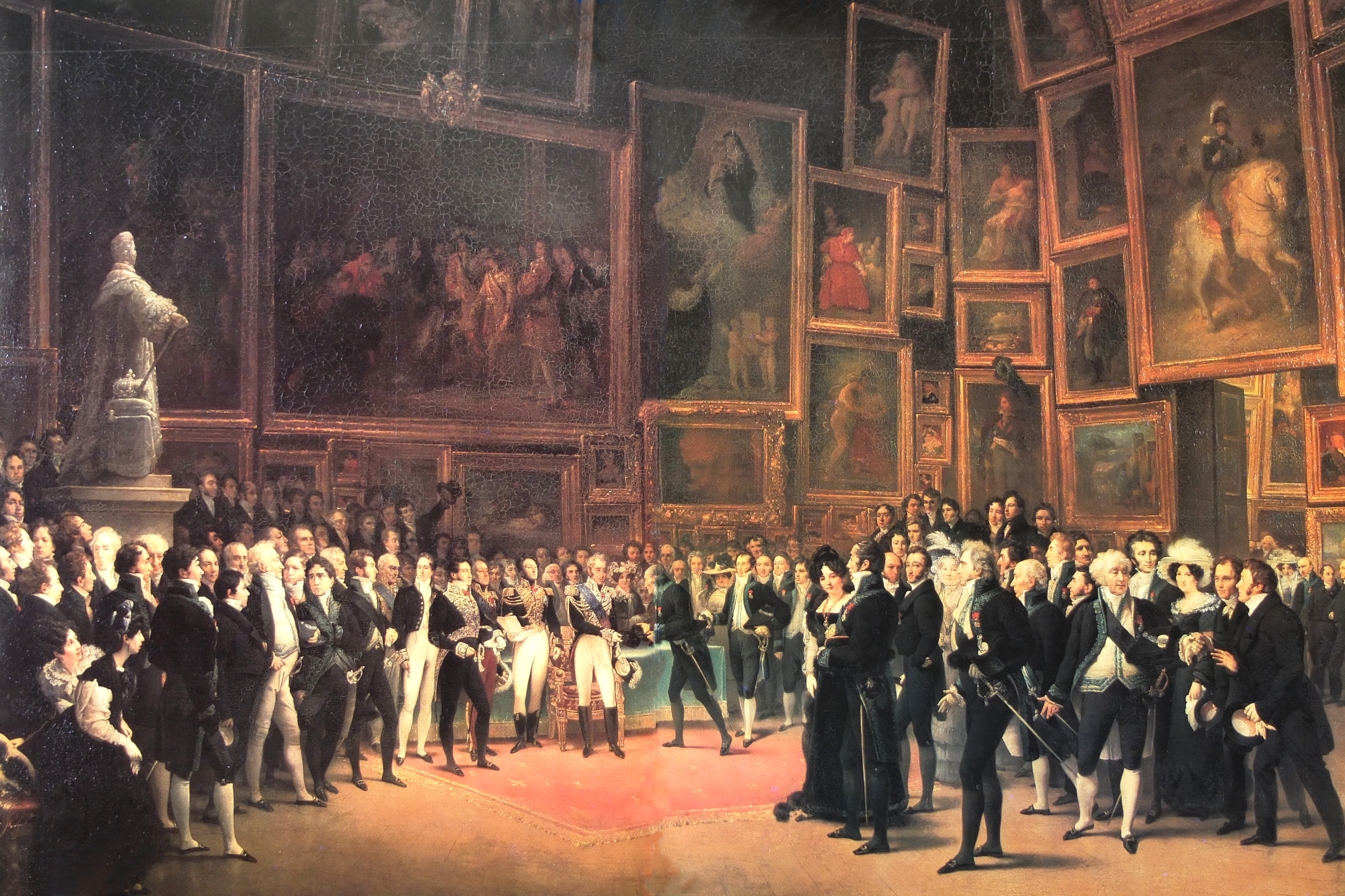
Карл X распределяет награды на салоне 1824 года (картина Эйма)
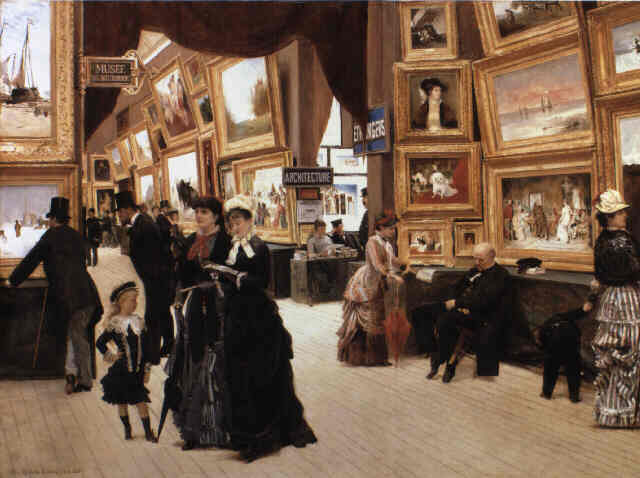
Салон 1880 года на картине Дантана
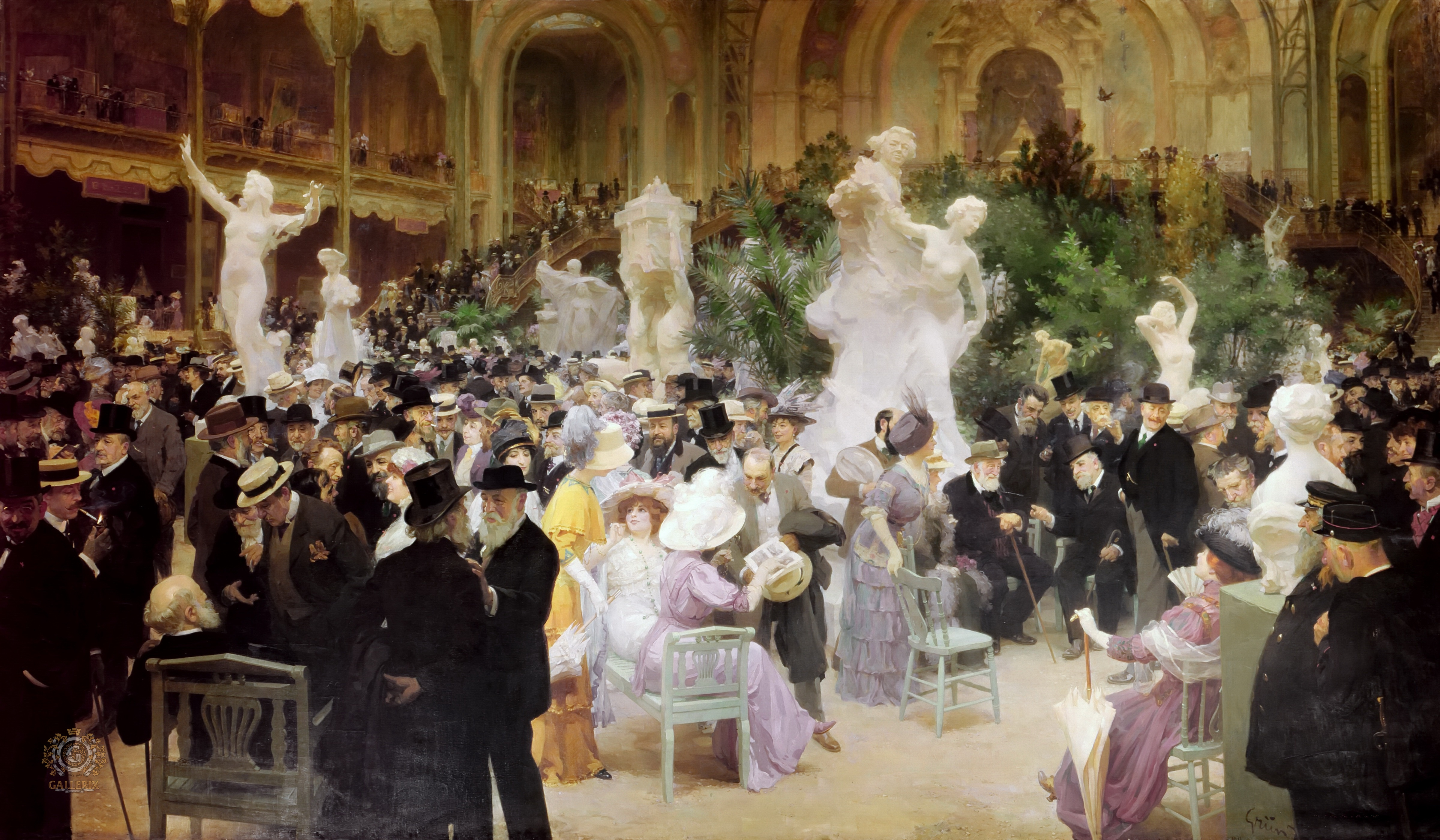
Салон 1911 года на картине Грюна.